# Myxine
Myxine é um gênero de peixes-bruxa ou enguias de casulo.

## Espécies
- - Myxine affinis Günther, 1870
  - Myxine australis Jenyns, 1842[1]
  - Myxine capensis
  - Myxine circifrons Garman, 1899
  - Myxine debueni Wisner & McMillan, 1995
  - Myxine dorsum Wisner & McMillan, 1995
  - Myxine fernholmi Wisner & McMillan, 1995
  - Myxine formosana Mok & Kuo, 2001
  - Myxine garmani Jordan & Snyder, 1901
  - Myxine glutinosa
  - Myxine hubbsi Wisner & McMillan, 1995
  - Myxine hubbsoides Wisner & McMillan, 1995
  - Myxine ios
  - Myxine jespersenae Møller, Feld, Poulsen, Thomsen & Thormar, 2005
  - Myxine knappi Wisner & McMillan, 1995
  - Myxine kuoi Mok, 2002
  - Myxine limosa Girard, 1859
  - Myxine mccoskeri Wisner & McMillan, 1995
  - Myxine mcmillanae Hensley, 1991
  - Myxine paucidens Regan, 1913
  - Myxine pequenoi Wisner & McMillan, 1995
  - Myxine robinsorum Wisner & McMillan, 1995
  - Myxine sotoi Mincarone, 2001